# Кина на Зимским олимпијским играма 2018.
Кина учествује на Зимским олимпијским играма 2018. које се одржавају у Пјонгчанг у Јужној Кореји од 9. до 25. фебруара 2018. године. Олимпијски комитет Кине послао је 81 квалификованог спортисту у данаест спортова. 
Љу Ђају освојила је прву медаљу у историји за Кину на ЗОИ у сноубордингу.

## Освајачи медаља

### Злато
- Ву Дађинг — Брзо клизање на кратким стазама, 500 м

### Сребро
- Љу Ђају — Сноубординг, халфпајп
- Суеј Венђинг, Хан Цунг — Уметничко клизање, спортски парови
- Џанг Син — Слободно скијање, акробатски скокови
- Ли Ђинју — Брзо клизање на кратким стазама, 1000 м
- Ђа Цунгјанг — Слободно скијање, акробатски скокови
- Ву Дађинг, Хан Тјенју, Сју Хунгџи, Чен Дећуен, Жен Цивеј — Брзо клизање на кратким стазама, штафета 5.000 м

### Бронза
- Кунг Фанју — Слободно скијање, акробатски скокови
- Гао Тингју — Брзо клизање, 500м

## Учесници по спортовима
| Спорт                           | Мушкарци | Жене | Укупно |
| ------------------------------- | -------- | ---- | ------ |
| Алпско скијање                  | 1        | 1    | 2      |
| Биатлон                         | 0        | 2    | 2      |
| Боб                             | 6        | 0    | 6      |
| Брзо клизање                    | 5        | 8    | 13     |
| Брзо клизање на кратким стазама | 5        | 5    | 10     |
| Керлинг                         | 1        | 6    | 7      |
| Скелетон                        | 1        | 0    | 1      |
| Скијашки скокови                | 0        | 1    | 1      |
| Скијашко трчање                 | 2        | 2    | 4      |
| Слободно скијање                | 6        | 9    | 15     |
| Сноубординг                     | 2        | 7    | 9      |
| Уметничко клизање               | 6        | 5    | 11     |
| 12 спортова                     | 35       | 56   | 81     |